# Reiff für die Insel
Reiff für die Insel ist eine Kriminalkomödien-Reihe der ARD mit Tanja Wedhorn in der Rolle der Anwältin Katharina Reiff, die 2012 bis 2015 erstausgestrahlt wurde.

## Handlung
Nachdem sie sich von ihrem untreuen Freund, einem Rechtsanwalt, getrennt hat, zieht Katharina Reiff mit ihrer Tochter Nele aus der Großstadt auf die Insel Föhr zu ihrer Mutter Marianne, die dort eine Ferienpension betreibt. Sie möchte dort in Ruhe ihr juristisches Fernstudium beenden (was ihr im Verlauf der Reihe auch gelingt) und gleichzeitig ihr Helfersyndrom in den Griff bekommen. Dies erweist sich aber als nahezu unmöglich, da ihr, auch im Rahmen ihrer Tätigkeit als Anwältin, immer wieder Leute begegnen, die ihre Hilfe benötigen. Unterstützung bekommt sie von ihrem alten Freund und ehemaligen Inselpolizisten Thies Quedens.

## Folgen
| Nr. | Originaltitel                                            | Erstausstrahlung | Regie          | Drehbuch                        | Zuschauer |
| --- | -------------------------------------------------------- | ---------------- | -------------- | ------------------------------- | --------- |
| 1   | Reiff für die Insel – Neubeginn                          | 27. Apr. 2012    | Anno Saul      | Marcus Hertneck & Martin Pristl | 4,53 Mio. |
| 2   | Reiff für die Insel – Katharina und der ganz große Fisch | 25. Apr. 2013    | Anno Saul      | Marcus Hertneck                 | 4,50 Mio. |
| 3   | Reiff für die Insel – Katharina und die Dänen            | 12. Sep. 2014    | Oliver Schmitz | Marcus Hertneck & Heike Streich | 3,83 Mio. |
| 4   | Reiff für die Insel – Katharina und der Schäfer          | 12. März 2015    | Oliver Schmitz | Marcus Hertneck & Heike Streich | 3,58 Mio. |
| 5   | Reiff für die Insel – Katharina und der große Schatz     | 23. Okt. 2015    | Anno Saul      | Marcus Hertneck & Heike Streich | 3,12 Mio. |

## Hintergrund
Die Dreharbeiten erfolgten überwiegend in Nieblum und Wyk auf Föhr. Als Ferienpension wird das Haus Redlefsen (am Strand im Hamburger Wäldchen) in unmittelbarer Nähe des Flugplatzes gezeigt. Die Kurverwaltung in Nieblum diente als Kulisse für die Polizeistation. Das Bistro und Café Pitschis am Südstrand von Wyk war Drehort für das Bistro Düne im Film.
In den Folgen sieht man öfter Autos am Strand vor der Pension oder vor dem Bistro Düne vorfahren. Das Befahren der gepflasterten Strandpromenade für PKWs ist jedoch verboten.
Eine Besonderheit der Reihe sind musikalische Einlagen der Mitwirkenden am Ende des Films. Oft singt dabei Hauptdarsteller Jan-Gregor Kremp selber.
Durch den Tod von Schauspieler Andreas Schmidt im Jahr 2017, der die Rolle des Polizisten Fiete Finnsen spielte, wurden weitere Folgen offenbar nicht mehr angesetzt.
Am 22. Oktober 2021 erschien eine DVD-Box mit allen fünf Folgen auf drei DVDs in der Reihe Pidax Serien-Klassiker.

## Kritiken
Rainer Tittelbach von Tittelbach.tv urteilte zum Serienstart: „Dieser Film ist weder dem Fernsehrealismus noch einem bestimmten Genre verpflichtet. Meint man es gut mit ihm, was nicht schwer fallen sollte ob der sympathischen Besetzung und der telegenen Leichtigkeit der Inszenierung, dann lässt sich Arno Sauls TV-Stück als ein Film erkennen, in dem alles dem Spielerischen untergeordnet ist.“ Weiterhin sei Reiff für die Insel „launig, luftig, locker“.